# 康雄乡
康雄乡（藏語：ཁང་གཞུང་），是中华人民共和国西藏自治区日喀则市仁布县下辖的一个乡镇级行政单位。

## 行政区划
康雄乡下辖以下地区：
陈村、麦措村、塔热村、康雄村、帕加村、年拉村、茶村、司村、阿村、贡巴能村、则拉村和帕夏村。